# Philippine-Saarpor
Philippine-Saarpor ist ein deutscher Kunststoffverarbeiter. Die Unternehmensgruppe besteht aus zwei Einzelunternehmen, die in drei Sparten organisiert sind, hat laut eigenen Angaben einen Jahresumsatz von zusammen 130 Mio. € und beschäftigt knapp 900 Mitarbeiter. Der Hauptsitz ist Lahnstein in Rheinland-Pfalz, weitere Hauptstandorte sind Castrop-Rauxel und Neunkirchen (Saar). In fünf Ländern ist die Gruppe mit eigenen Standorten vertreten.

## Geschichte
Die in Dortmund seit 1947 sich im Aufbau befindliche Firma wurde am 1. Juli 1948 offiziell eingetragen. Da zu dieser Zeit eine völlige Neugründung der nicht zu erwartenden Genehmigung der Besatzungsbehörden bedurfte, kaufte Felix Eckhardt einen nicht mehr genutzten Firmenmantel auf: Die Gewerkschaft Philippine war ein 1873 gegründetes Bergbauunternehmen mit Schürfrechten in der Eifel, das seinen Geschäftsbetrieb längst eingestellt hatte.
Als „Gewerkschaft Philippine – Forschungs- und Vertriebsgesellschaft für industriellen Bedarf“ produzierte das Unternehmen hauptsächlich Kunststoff-Hart- und Weichschäume. Im Jahr 1958 erfolgte ein Umzug von Dortmund nach Lahnstein, im folgenden Jahr folgte eine Umbenennung in Kunststoffwerk Philippine. Die erfolgreich verlaufende Geschäftstätigkeit ermöglichte zunächst 1960 die Übernahme der Ruhr Plastik aus Bochum, im Jahr 1971 folgte die zwei Jahre zuvor gegründete „Saarpor Kunststoffe Wilhelm KG“.
Das Kunststoffwerk Philippine wurde 1985 in die zwei Sparten „Technische Kunststoffe“ und „Dämmstoffsysteme“ gegliedert. Während erstere sich auf Kunststoffanwendungen für die Automobilindustrie konzentrierte, produzierte die zweite hauptsächlich Gebäudedämmplatten. In den Folgejahren wurde die Internationalisierung durch weitere Unternehmensübernahmen, Modernisierungen und den Aufbau von länderübergreifenden Vertriebsstrukturen vorangetrieben. Ein neues Produktionswerk für Dämmstoffe wurde 2014 in Castrop-Rauxel in Betrieb genommen.
Im Herbst 2023 meldete Philippine Lahnstein Konkurs an, nachdem der Umsatz gegenüber dem Vorjahr drastisch eingebrochen war, der 2022 noch 60 Millionen Euro betrug. Die Hoffnung auf einen Investor erfüllte sich nur für eine kleine Sparte mit 30 Arbeitsplätzen. Rund 200 Mitarbeiter verlieren ihren Arbeitsplatz. Als Ursache für die Insolvenz wurden die Krise in der Automobilbranche, die Corona-Pandemie und hohe Energiekosten angeführt.

## Struktur
Die Unternehmensgruppe umfasst folgende Firmen:
- Kunststoffwerk Philippine GmbH & Co. KG, Lahnstein, Deutschland
  - Sparte Dämmstoffsysteme
    - Philippine GmbH & Co. Dämmstoffsysteme KG, Castrop-Rauxel, Deutschland, mit einem Werk in Schkopau
- Saarpor Klaus Eckhardt GmbH Neunkirchen Kunststoffe KG, Neunkirchen (Saar), Deutschland
  - S.A.D Sarl, Sarreguemines, Frankreich
  - Saarpor Polska Sp. z o.o., Grójec, Polen
  - Saarpor Hungaria KFT, Budapest, Ungarn
  - Saarpor RomDeco SRL, Ilfov, Rumänien
  - Plastverarbeitung Geyer GmbH, Neunkirchen (Saar), Deutschland
  - Perobe Flächenheizungen GmbH & Co. KG, Bad Lippspringe, Deutschland
  - Climapor Fußbodenheizungssysteme GmbH & Co. KG, Neunkirchen (Saar), Deutschland

## Produkte
Die Sparte Dämmstoff bietet Systeme aus EPS an, die zur Dach- und Fassadendämmung sowie Wärme- und Trittschalldämmung eingesetzt werden können. Auch spezielle Produkte für die Perimeterdämmung von erdberührten Bauteilen gehören zum Programm.
Die Saarpor produziert und vertreibt Deko- und Dämmprodukte aus Polystyrol für die Innenraumgestaltung (Markennamen: „Decosa“ und „Climapor“) sowie Technische Formteile für Zwecke der Wärmedämmung, des Transportschutzes und als spezielle Funktionsbauteile (Markenname: „Secupor“).